# Légion royale canadienne

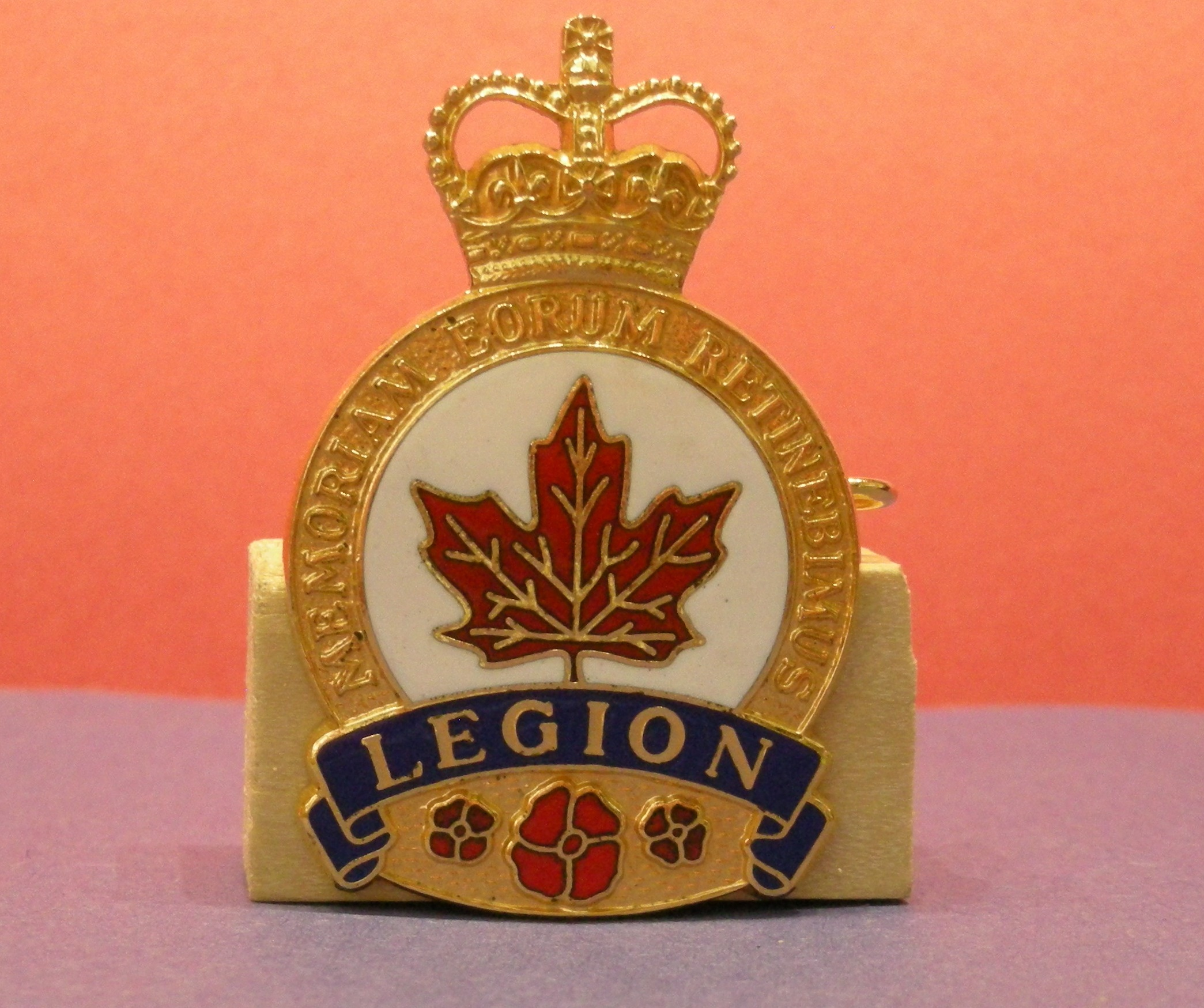
Insigne de la Légion royale canadienne

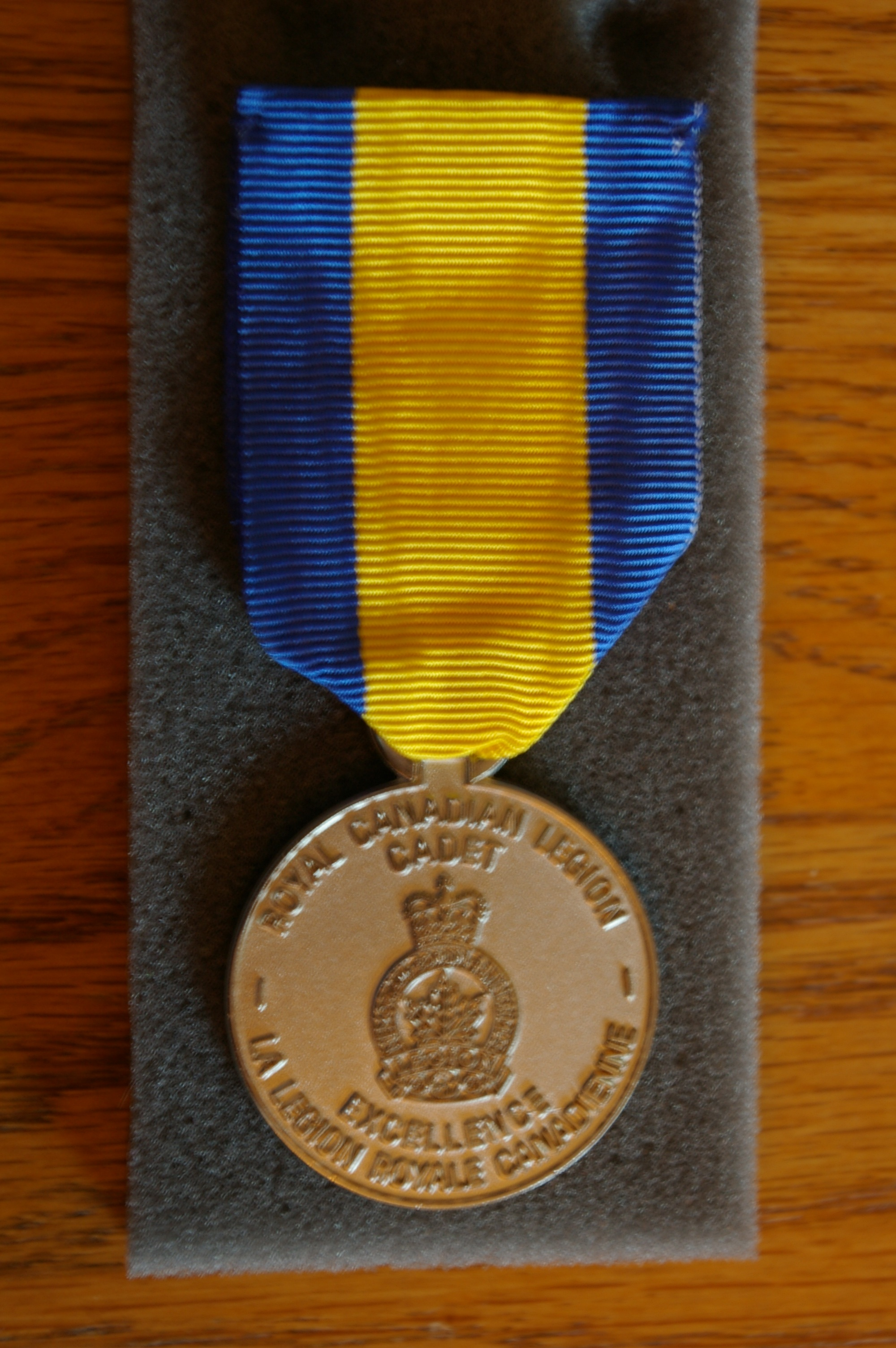
La Médaille d’excellence de la Légion royale canadienne (MELRC)

La Légion royale canadienne est une organisation canadienne à but non lucratif pour les vétérans. Elle a été fondée en 1925 avec plus de 400 000 membres à travers le monde. Ses membres proviennent des militaires présent ou d'anciens combattants des Forces armées canadiennes, de la Gendarmerie royale du Canada, des membres de la police provinciale ou municipale, de leurs proches et d'autres membres affiliés. Le public en général peut maintenant devenir membre également

## Histoire
Au Canada, plusieurs organisations pour les vétérans ont vu le jour durant la première guerre mondiale. L'Association des vétérans de la Grande Guerre était en 1919 la plus grande dans tout le Canada. Après la première guerre mondiale, on comptait 15 différentes organisations pour favoriser le retour des vétérans au pays. Le maréchal britannique Earl Haig, fondateur de la ligue des services de l'empire britannique (maintenant connue sous le nom de Royal Commonwealth Ex-Services League) à visiter le Canada en 1925 et a poussé les organisations à se fusionner. La même année l’Alliance des anciens combattants du Dominion a été créée.
En novembre 1925, la légion a été fondée à Winnipeg, Manitoba, en tant que la Légion canadienne de la Ligue de service de l’Empire britannique. La Ligue de service de l’Empire britannique fut par la suite constituée en personne morale grâce à une loi spéciale du gouvernement, et vit sa Charte émise en juillet 1926. Le 19 décembre 1960, la reine Élisabeth II sanctionne l’utilisation du préfixe ‘royale’, à la suite de quoi l’organisation devient « La Légion royale canadienne ». La Loi constituant en corporation la Légion fut après modifiée en 1961 pour que le changement soit officiel.

## Reconnaissance
Le 10 novembre 1975, Postes Canada publie le timbre "La Légion royale canadienne, 1925-1975". Ce timbre a été  conçu par Rudy Kovach. Ce timbre de 8¢ avait une dentelure 13 et était imprimé par la British American Bank Note Company.

## Siège national
Le quartier général de la Légion royal canadienne se situe à Ottawa, Ontario. On peut y trouver un mur du souvenir.
- Le Mur du Souvenir est orné d'une épée en acier inoxydable de 11 pieds de long (2006) d’André D. Gauthier.
- La Légion royale canadienne a commandé une petite œuvre d'art sur le thème de la Tombe du soldat inconnu (2001) par André Gauthier.
- «De tels que ceux-ci» (2003) d'André Gauthier est un petit bas-relief d'hommes et de femmes canadiens combattant lors de la Seconde Guerre mondiale, présenté par l'Institut de la Conférence des associations de la défense au Secrétariat national de la Légion royale canadienne à Ottawa.

## Mémoriaux
La filiale 593 de la Légion royale canadienne à ériger un mémorial à Ottawa dédié à ceux qui sont morts durant la Première et Seconde guerre mondiale ainsi que durant la guerre de Corée.

## Musées de la Légion

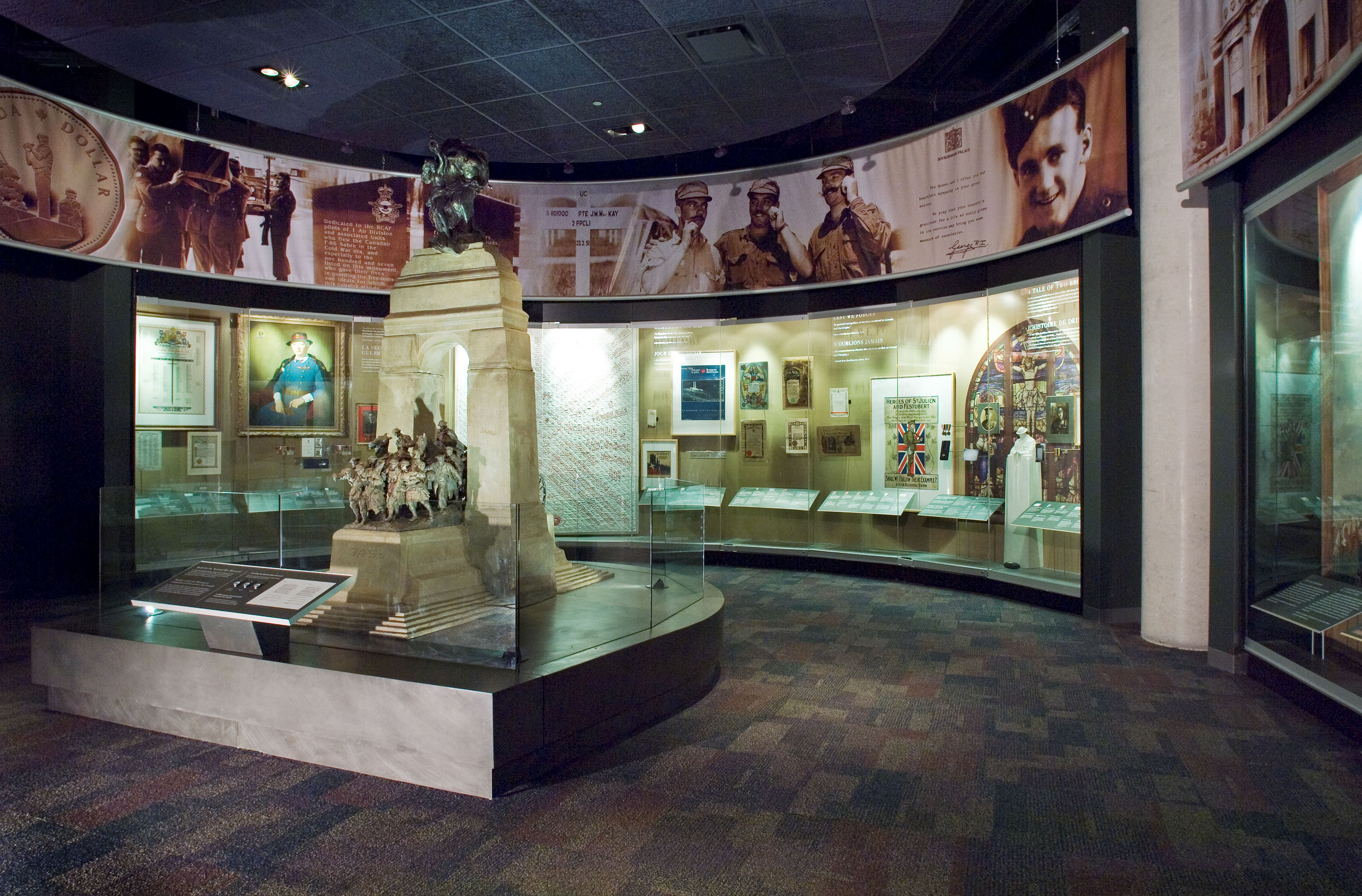
Salle d'honneur de la Légion royale canadienne au Musée canadien de la guerre, contenant le modèle original en plâtre du Monument commémoratif de guerre du Canada par le sculpteur Vernon March

Un certain nombre de musées militaires sont colocalisés et affiliés avec la Légion Royale Canadienne
| Nom                                                                                          | Ville / Ville / Région                                | Province                | Type      | Résumé |
| -------------------------------------------------------------------------------------------- | ----------------------------------------------------- | ----------------------- | --------- | --- |
| Musée de la guerre de la succursale no 18 de la Légion royale canadienne Herman J. Good V.C. | Bathurst Gloucester                                   | Nouveau-Brunswick       | Militaire | Informations |
| Musée militaire de la Légion royale canadienne                                               | Grand Falls-Windsor                                   | Terre-Neuve-et-Labrador | Militaire | information, information, gérée par la filiale 12 de la Légion royale canadienne                                                                         |
| Musée militaire de la Légion royale canadienne                                               | Dartmouth Halifax Regional Municipality Metro Halifax | Nouvelle-Écosse         | Militaire | Informations |
| Musée militaire de la salle du souvenir                                                      | Perth Est                                             | Ontario                 | Militaire | site Internet |
| Musée de la filiale 72 de la Légion royale canadienne                                        | Pembroke Est                                          | Ontario                 | Militaire | site Web, information, ouvert sur demande et pour des événements spéciaux, antenne locale de la Légion royale canadienne                                 |
| Musée commémoratif des anciens combattants de Kensington                                     | Prince de Kensington                                  | Île-du-Prince-Édouard   | Militaire | site Web, adjacent à la Légion royale canadienne, comprend des uniformes, des médailles, des armes à main, des drapeaux, des photographies et des cartes |
| Musée de la Légion royale canadienne                                                         | Saskatoon Centre-Ouest                                | Saskatchewan            | Militaire | informations, uniformes, médailles et souvenirs de la Légion royale canadienne                                                                           |
| Musée de la filiale 80 de la Légion royale canadienne (Musée commémoratif Ken Snider)        | Midland Central                                       | Ontario                 | Militaire | site Web, information, ouvert sur demande et pour des événements spéciaux, antenne locale de la Légion royale canadienne                                 |

## Salles de la Légion

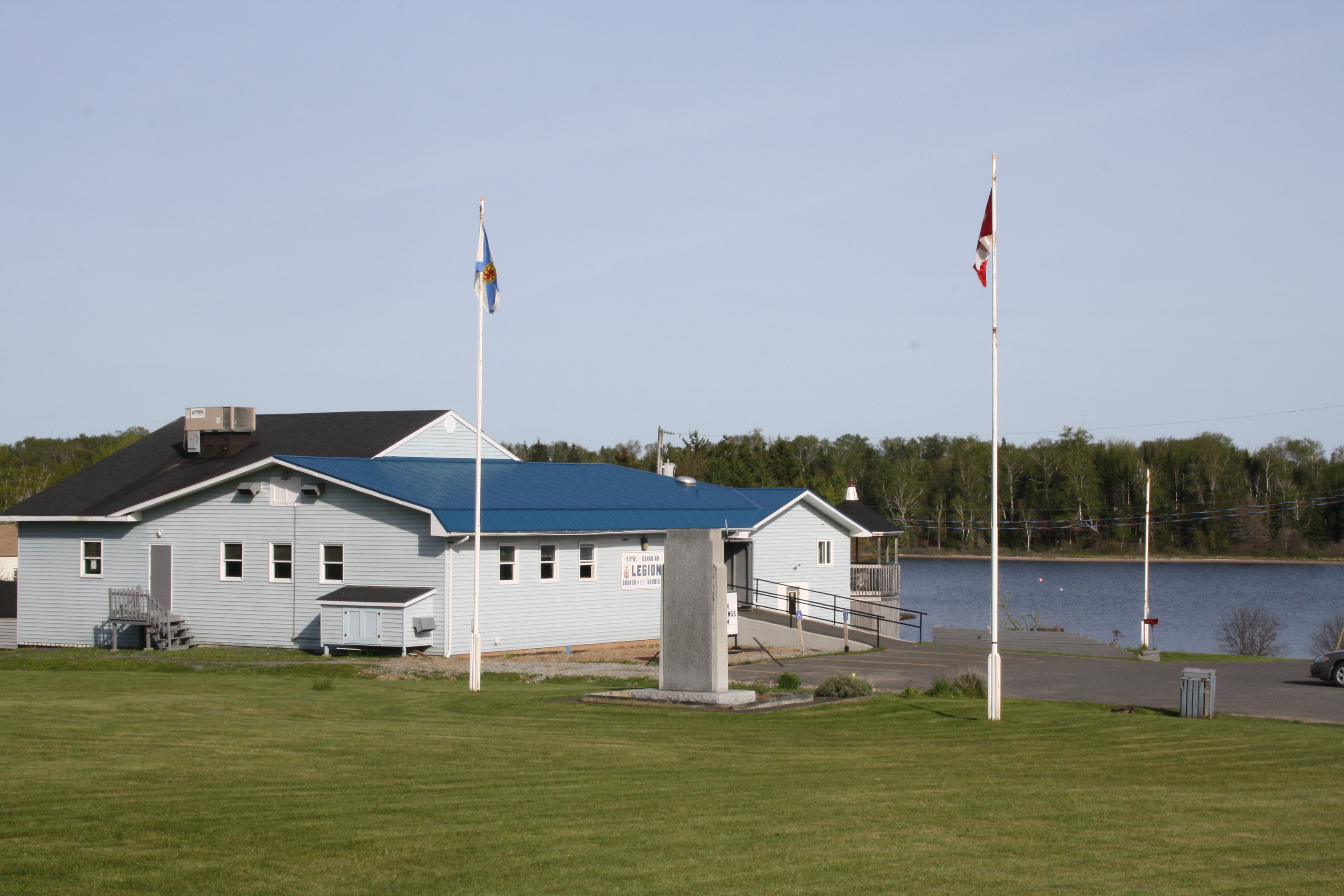
Une salle de la Légion à Baddeck, en Nouvelle-Écosse.

La plupart des petites villes et villages au Canada possède une au moins une salle de la Légion. Souvent, ces salles servent de centre communautaire majeur combinant les fonctions de pub, de salle de billard, de salle de danse, salle de banquet, etc.
Les salles de la Légion possèdent des numéros, par exemple «Filiale 99 Légion royale canadienne». Il ne s'agit pas d'un système de numérotation national, alors chaque direction provinciale à sa propre séquence numérique. «Filiale 99 Légion royale canadienne» désigne alors les salles qui suivent: Belleville, Ontario; Cowansville, Québec; Lipton/Dysart, Saskatchewan; Coronation, Alberta (une filiale qui a fermé); Sicamous, Colombie-Britannique.
The Royal Canadian Legion Maple Leaf Post-84 est situé à Royal Oak, Michigan.

## Services et activités

### Campagne du Coquelicot
L'image du Coquelicot est un puissant symbole qui est facilement reconnaissable au Canada. Il représente les pertes, les sacrifices et les souvenirs. Avec la formation de la Légion en 1925, le coquelicot a été adopté comme symbole nationale du souvenir et comme centre d'intérêt de la Campagne du Coquelicot. Le 30 juin 1948, la Légion s'est vu confier, par le gouvernement, la responsabilité de sauvegarder le Coquelicot comme un symbole sacré du Souvenir. La Légion exige alors une permission pour l'utilisation de la marque déposée du Coquelicot, ou de l’image du Coquelicot lorsqu’elle se rapporte au Souvenir.
La Légion, qui est responsable de la Campagne du Coquelicot, distribue des coquelicots en plastiques à porter avant le jour du souvenir. Le coquelicot doit être porté sur le côté gauche, le plus près possible du cœur. Les coquelicots à revers qui sont portés aujourd'hui au Canada ont été fabriqués pour la première fois en 1922 par des vétérans handicapés sous le parrainage du Department of Soldiers Civil Re-Establishment. Jusqu'en 1996, le matériau du Coquelicot était fabriqué dans des ateliers protégés dirigés par Anciens Combattants Canada. Les coquelicots sont distribués dans des points de vente au détail, des lieux de travail, des succursales de la Légion, des centres commerciaux et d'autres endroits à travers le Canada. En règle générale, les Coquelicots sont offerts pour un don en tant que symbole du souvenir, en utilisant un système d'honneur, les Coquelicots étant laissés dans des endroits ouverts avec un réceptacle pour laisser un don à la campagne. Les fonds recueillis sont utilisés pour supporter les anciens combattants dans le besoin, pour financer les appareils médicaux, la recherche médicale, les services à domiciles, les établissements de soins et de nombreuses autres fins aux profits des anciens combattants.

### Activités commémoratives
La Légion effectue des cérémonies commémoratives pour les anciens combattants dans des cimetières partout au Canada. Chaque année, à la 11e heure du 11e jour du 11e mois (11 novembre à 11h), la Légion se rassemble dans des parcs commémoratifs, des centres communautaires, sur des lieux de travail, dans des écoles et des maisons, pour rendre hommage à tous ceux qui sont morts au combat. Il y a un temps d’arrêt accompagné d'un moment de silence pour se rappeler les sacrifices de ceux qui sont tombés au service de leur pays et saluer le courage de ceux qui sont présentement en service actif.

### Camps d'athlétismes de la Légion
En 1957, la Légion fait son entrée sur la scène nationale d’athlétisme alors qu’elle s’engage à financer le Plan canadien d’entraînement olympique. La Légion mène des cliniques nationales pour athlètes à Toronto de 1957 à 1961. Chaque province envoyait une équipe d'athlètes et d'entraineurs. Au cours de cette période, plus de 700 athlètes et de nombreux entraîneurs ont participé à ces cliniques. Les cliniques se terminaient avec des compétitions d'athlétisme au site de l’Exposition nationale canadienne.
En 1962, le gouvernement fédéral octroie à la Légion une subvention à l’appui de la première clinique nationale canadienne pour entraîneurs d’athlétisme à Guelph, en Ontario. Cet appui a été fourni jusqu'en 1969.

### Musique de la Légion
La Légion compte plusieurs groupes de musique à travers le pays. Ils agissent de manière indépendante dans la communauté dans laquelle ils sont basés. Ils sont attachés à différentes branches de la légion et comprennent des orchestres de concert et des fanfares. The Royal Canadian Legion Concert Band à Toronto est actif depuis plus d'un siècle et est l'un des plus vieux ensembles musicaux au pays. De nombreux groupes musicaux de la Légion sont dirigés par d'anciens musiciens.

### ProjetLest We Forget
La Légion soutient le projet Lest We Forget en collaboration avec le Musée de la Guerre Canadien.

### La transition à la vie civile des anciens combattants
En 2015, la Légion royale canadienne a fait un don de 830 000 $ à la BCIT School of Business pour financer le programme de transition à la vie civile des anciens combattants. Ce programme aide les vétérans et les réservistes canadiens à convertir leurs connaissances et aptitudes militaires en compétence en affaire.

## Adhésion

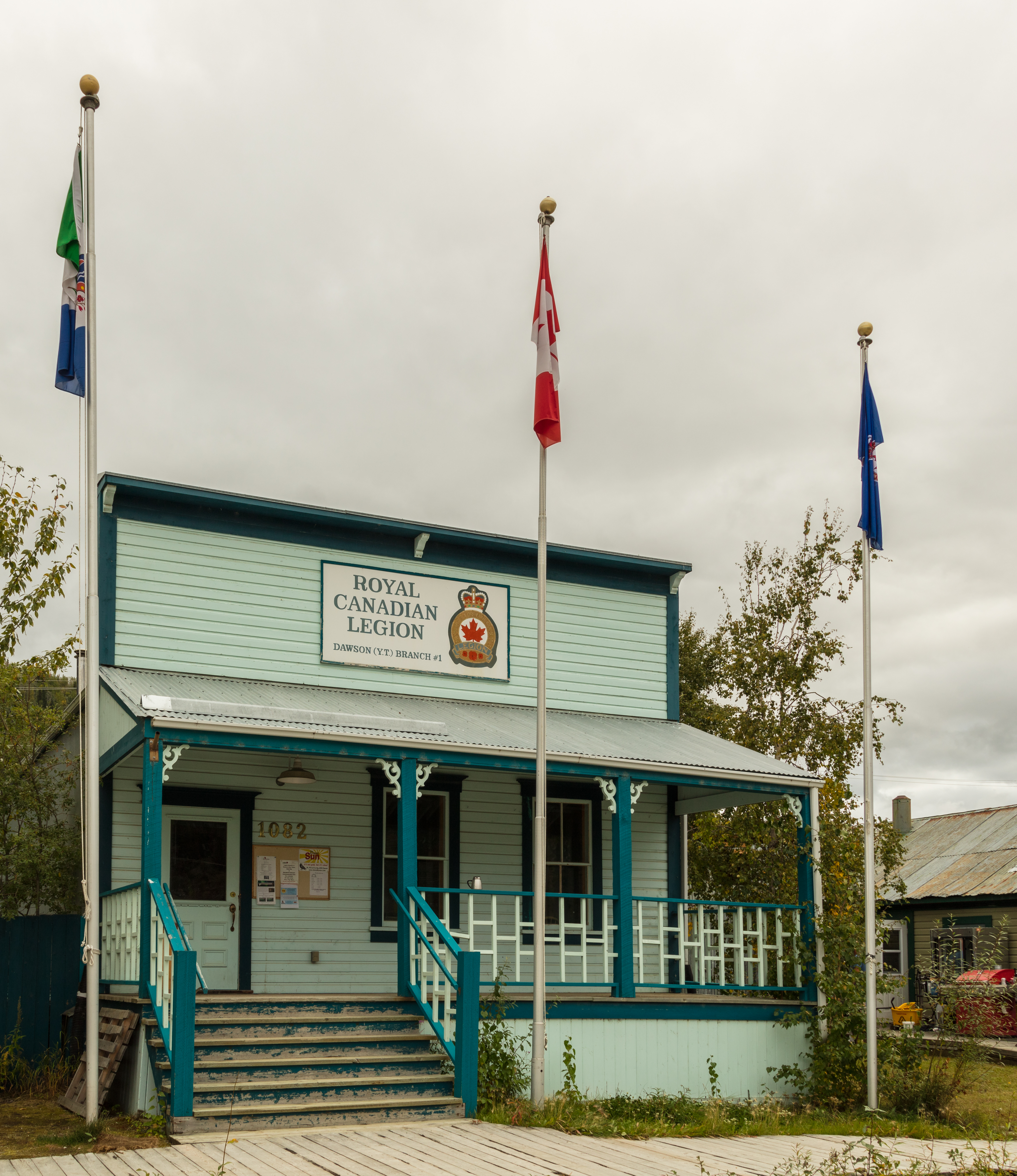
Filiale de la Légion royale canadienne à Dawson City, Yukon.

L'adhésion à la Légion royale canadienne était au départ réservée aux anciens miliaires des Forces armées canadiennes, aux anciens membres de la Gendarmerie royale du Canada ainsi qu'aux anciens marins de la Marine marchande du Canada. L'organisation est désormais ouverte à tous les gens qui sont prêts à supporter les vétérans.